# زمانه دیوانه
زمانه دیوانه (انگلیسی: Zamaana Deewana) فیلمی هندی در سبک درام به کارگردانی رامش سیپی است که در سال ۱۹۹۵ منتشر شد. از بازیگران آن می‌توان به شاهرخ خان، راوینا تاندون، انوپم کهیر، و پرم چوپرا اشاره کرد.